# Вега (паровий барк, 1873)
«Вега» («Vega») — парусно-паровий барк, китобійне судно, на якому шведська арктична експедиція Адольфа Норденскольда в 1878—1879 роках вперше пройшла Північно-східним шляхом уздовж північного узбережжя Європи та Азії з Атлантичного океану в Тихий і, обігнувши Євразію, повернулася до Швеції (з одною зимівлею).

## Історія
Барк «Вега» був побудований в Бремергафені (Німеччина) в 1872 році як китобійне судно на замовлення норвезької судновласника Педерсена. Первісна назва барка — Ян-Маєн. Судно відрізнялося великою міцністю і було спеціально призначене для умов Арктики.
У 1878 році судно було придбане для майбутньої експедиції Норденскольда. Для цього його значно було переоснащено на королівській військово-морській верфі в Карлскруні. Після перебудови екіпаж судна був скорочений до 21 людини, командував судном лейтенант ВМФ Швеції Л. А. Паландер.
Під час експедиції судно не зазнало жодних пошкоджень, після її закінчення було знову продано китобійній компанії і служило в Гренландії до 1903 року, коли «Вега» затонула, затертий льодами в затоці Мелвілла.

## Ушанування пам'яті
24 квітня 1930 року на честь судна було встановлено пам'ятник у Стокгольмі, навпроти Королівського музею природної історії.